# リモーネ・スル・ガルダ
リモーネ・スル・ガルダ（伊: Limone sul Garda）は、イタリア共和国ロンバルディア州ブレシア県にある、人口約1,100人の基礎自治体（コムーネ）。
リモーネはイタリア語のレモンのことであり、旅行者には「レモンの土地」という印象を抱かせる。実際に、ここでは17世紀半ばにレモンの栽培が開始され、19世紀末までの200年以上もの間この地の特産物となっていた。リモーネは温暖な気候だがレモンが自然に生育するほどではないので、レモンハウスと呼ばれる避寒用の小屋を建て、その中にレモンの木を植え、夏は屋根を外し、冬はレモンの木ごと屋根で覆って冬を越させた。このレモンはヨーロッパ最北の栽培レモンであり、レモンの取れないアルプス以北の人々に珍重された。現代においても、この地ではわずかながらレモンが栽培されつづけている。

## 地理

### 位置・広がり
ブレシア県東部、ガルダ湖湖畔に位置する。ガルダ湖北端のリーヴァ・デル・ガルダから南南西へ10km、トレントから南西へ39km、ガルダ湖南西端のデゼンツァーノ・デル・ガルダから北北東へ43km、ヴェローナから北北西へ44km、県都ブレシアから北東へ54km、州都ミラノから東北東へ131kmの距離にある。

#### 隣接コムーネ
隣接するコムーネは以下の通り。括弧内のVRはヴェローナ県、TNはトレント自治県所属を示す。
- マルチェージネ (VR)
- レードロ (TN)
- リーヴァ・デル・ガルダ (TN)
- トレモージネ・スル・ガルダ

### 地震分類
イタリアの地震リスク階級 (it) では、3 に分類される
。

## 画像

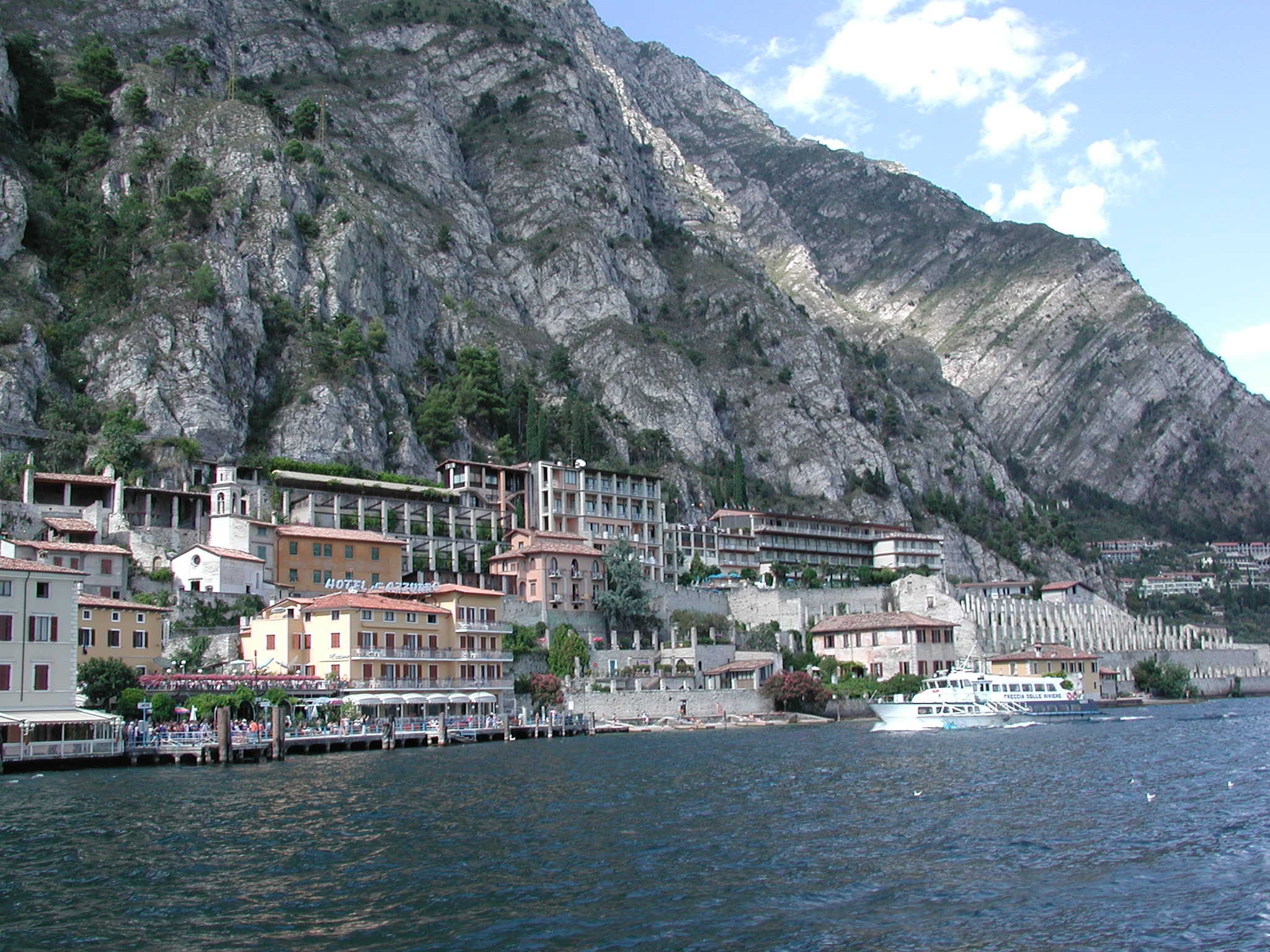
湖上より望む
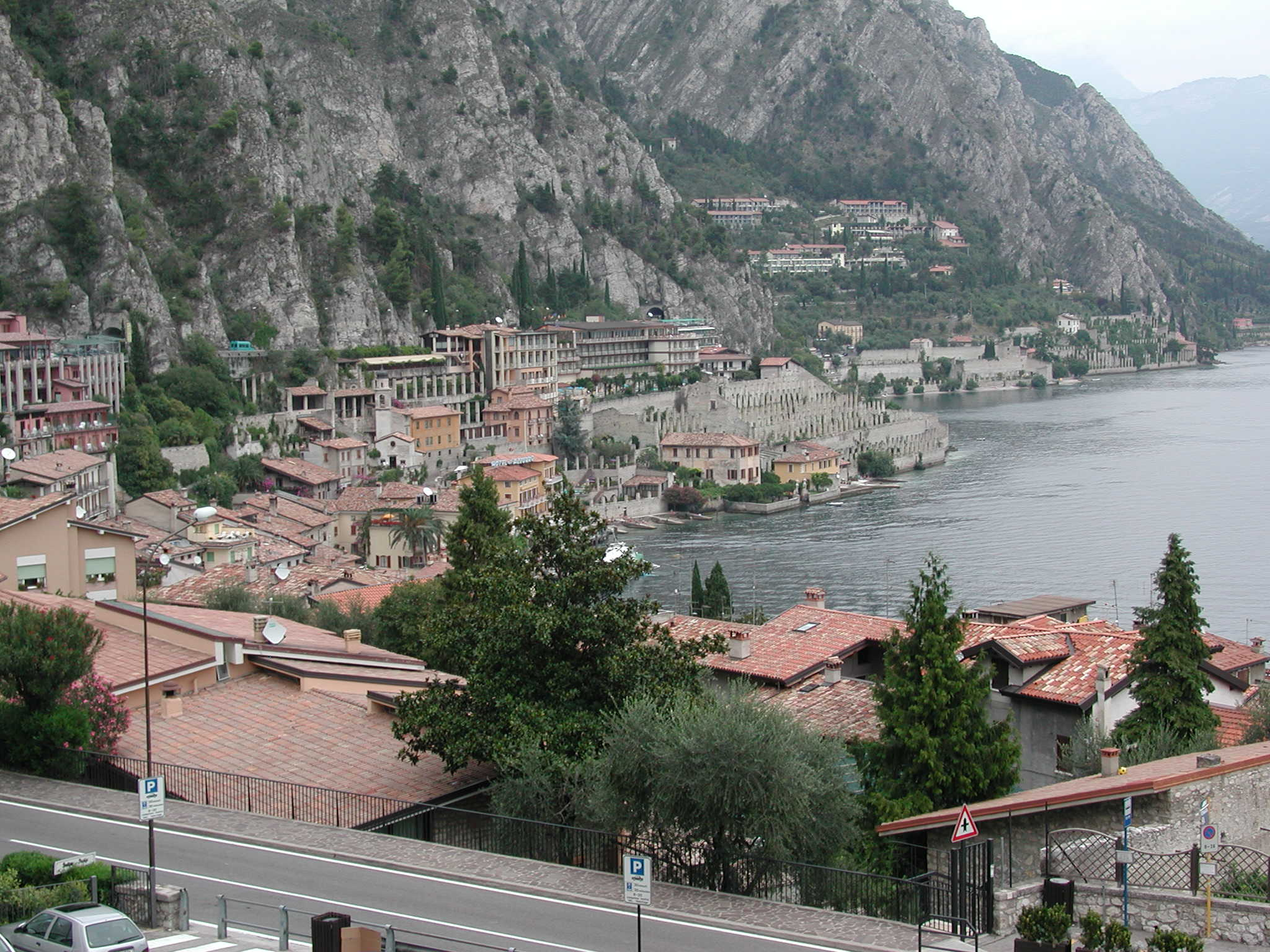
山からの眺望